# Tepuianthaceae
Tepuianthaceae é um nome botânico para uma família de plantas dicotiledóneas. Uma família com este nome é ocasionalmente reconhecido nas últimas décadas por sistemas de taxonomia vegetal, e também através do sistema APG (1998), que a coloca como de posição incerta (incertae sedis).
O sistema APG II (2003) não reconhece a família e coloca as plantas na família Thymelaeaceae.
Se aprovada, é uma pequena família de árvores que ocorrem no norte da América do Sul.